# Peter Platzer
Peter Platzer (1910. május 29. – 1959. december 13.) osztrák labdarúgókapus.